# Geistingen
Geistingen est un hameau et une section de la commune de Kinrooi dans la province belge de Limbourg.